# Китаизация Тибета
Китаизация Тибета — выражение, используемое в основном критиками правления КНР в Тибете для обозначения культурной ассимиляции, которая происходит в тибетских районах Китая (включая Тибетский автономный район и прилегающие к нему тибетские автономные территории). Изменениям, которые стали очевидны после включения Тибета в Китайскую Народную Республику в 1950-1951 годах, способствовал ряд экономических, социальных, культурных, религиозных и политических реформ, проведённых  правительством Китая. Критики указывают на то, что спонсируемая правительством миграция большого количества ханьцев в Тибетский автономный район является основным компонентом синизации.
Согласно правительству Тибета в изгнании, политика Китая привела к исчезновению элементов тибетской культуры; это было названо «культурным геноцидом». Правительство также указывает на то, что политика Китая намерена сделать Тибет неотъемлемой частью Китая и контролировать стремление к тибетскому самоопределению.
Правительство Китая утверждает, что его политика принесла пользу Тибету, а культурные и социальные перемены являются следствием модернизации. Согласно правительству, экономика Тибета расширилась; улучшенные услуги и инфраструктура улучшили качество жизни тибетцев, а тибетский язык и культура были защищены.

## История

### Ранние события
После падения династии Цин и до 1950 года регион, приблизительно соответствующий современной Тибетскому автономному району (ТАР), был де-факто независимой нацией. Он печатал свою собственную валюту и почтовые расходы и поддерживал международные отношения. Китай захватил три провинции (Амдо, Кхам и У-Цанг), но контролировал только западный Кхам и Ю-Цанг. С 1950 года Китай сделал восточный Кхам частью Сычуани, а западный Кхам — частью нового Тибетского автономного района.
Во время эпохи Китайской Республики начала XX века, последовавшей за династией Цин, тибетцы обвиняют генерала — китайского мусульманина и губернатора Цинхая Ма Буфана в том, что он проводит политику синизации и исламизации в тибетских районах. Принудительное обращение и высокие налоги были зарегистрированы под его правлением. После того, как Мао Цзэдун выиграл гражданскую войну в Китае в 1949 году, его целью было объединение «пяти национальностей» в качестве Китайской Народной Республики при Коммунистической партии Китая. Тибетское правительство в Лхасе отправило Нгапо (известного в английских источниках как Нгабо) в Чамдо в Кхаме, стратегическом городе недалеко от границы, с приказом занять его позицию, а из Лхасы прибыло подкрепление для борьбы с китайцами. 16 октября 1950 года пришло известие, что Народно-освободительная армия продвигается к Чамдо и захватила город Ривоче (который может заблокировать путь в Лхасу). Нгапо и его люди отступили в монастырь, где Народно-освободительная армия окружила и захватила их. Нгапо написал Лхасе, предлагая мирную сдачу вместо войны. По словам китайского переговорщика, «вам решать, будет ли Тибет освобождён мирным путём или силой. Это всего лишь вопрос отправки телеграммы группе НОАК, чтобы возобновить их марш в Лхасу». Нгапо принял Соглашение из 17 пунктов Мао Цзэдуна, в котором предусматривалось, что в обмен на то, что Тибет станет частью Китайской Народной Республики, ему будет предоставлена автономия. Не имея поддержки со стороны остального мира, в августе 1951 года Далай-лама послал телеграмму Мао Цзэдуну, принимающему соглашение. Делегаты подписали соглашение под принуждением, и будущее тибетского правительства было опечатано.
Хотя включение Тибета в Китай известно в китайской историографии как мирное освобождение Тибета, Далай-лама считает его колонизацией, а Тибетский молодёжный конгресс согласен с тем, что это было также вторжение. Правительство Китая указывает на улучшение здоровья и экономики в качестве оправдания своего утверждения власти в том, что оно называет исторически-китайским регионом. По словам Далай-ламы, Китай поощряет иммиграцию ханьцев в этот регион.
До заключения соглашения в экономике Тибета доминировало натуральное сельское хозяйство, а размещение 35 000 китайских войск в 1950-х годах ограничивало снабжение региона продовольствием. Когда Далай-лама посетил Мао Цзэдуна в Пекине в 1954 году, Мао сказал ему, что в Тибет переедет 40 000 китайских фермеров.
В рамках «Большого скачка» 1960-х годов китайские власти вынудили тибетских фермеров выращивать кукурузу вместо ячменя (традиционная культура региона). Урожай не удался, и тысячи тибетцев голодали.

## Культурная революция
Культурная революция, в которой участвуют студенты и рабочие Коммунистической партии Китая, была инициирована Мао и проведена «Бандой четырёх» с 1966 по 1976 годы, чтобы сохранить маоизм как ведущую идеологию Китая. Это была внутрипартийная борьба за устранение политической оппозиции Мао.
Культурная революция затронула весь Китай, и в результате пострадал Тибет. Хунвейбины напали на мирных жителей, которых обвиняли в предательстве коммунизма. Более шести тысяч монастырей были разграблены и разрушены. Монахи и монахини были вынуждены покинуть свои монастыри, чтобы «жить нормальной жизнью», а те, кто сопротивлялся, были заключены в тюрьму. Заключённых заставляли выполнять тяжёлую работу, пытали и казнили. Хотя дворец Потала находился под угрозой, премьер Чжоу Эньлай вмешался и сдержал тибетских красногвардейцев.

### Недавние улучшения
Национальный стратегический проект Китая по развитию Запада, представленный в 1980-х годах после культурной революции, стимулирует миграцию китайцев из других регионов Китая в Тибет с бонусами и благоприятными условиями жизни. Люди добровольно отправляются туда в качестве учителей, врачей и администраторов, чтобы помочь развитию Тибета. Ссылаясь на неквалифицированную рабочую силу и менее развитую инфраструктуру, китайское правительство поощряет мигрантов стимулировать конкуренцию и превращать Тибет из традиционной в рыночную экономику с помощью экономических реформ, предложенных Дэн Сяопином.
Тибетцы являются основной этнической группой в Тибетском автономном районе, составляя около 93 процентов населения в 2008 году. По сообщениям, нападения тибетцев в 2008 году на принадлежащую ханьцам и хуэй собственность были вызваны их большим притоком в Тибет.
По словам Джорджа Фицхерберта, «вступать в конфликт с аргументами Китая в отношении Тибета означает подвергнуться интеллектуальному ловушке, знакомому по палестинскому конфликту, когда спор перерастает в вопросы, которые истец никогда не пытался оспорить. Тибетцы жалуются, что их лишали достоинства на родине за то, что их лидера постоянно осуждали, и из-за того, что китайская иммиграция была захвачена им, чтобы стать меньшинством в своей собственной стране. Но Китай настойчиво осуждает такие жалобы, как сепаратизм, „подрыв национального единства“ и возобновление дискуссии об историческом статусе Тибета. Иностранцы поднимают вопросы о правах человека и окружающей среде, но Китай снова осуждает это как иностранное вмешательство во внутренние дела суверенной нации и тянет дебаты назад к историческому статусу Тибета».
Правительство Китая попыталось развить Тибет в рамках своей политики «Развитие Западного Китая» и с 2001 года инвестировало в Тибет 310 миллиардов юаней (около 45,6 миллиарда долларов США). В 2009 году оно инвестировало в регион более 7 миллиардов долларов, что на 31 процент больше, чем предыдущий год. Железная дорога Цинхай-Тибет была построена в 2006 году, и её стоимость составила 3,68 миллиарда долларов, что привело к росту туризма из остальной части Китая. Правительство Шанхая выделило 8,6 млн долларов на строительство Шанхайской экспериментальной школы в Тибете, где 1500 тибетских студентов получают преимущественно китайское образование. Некоторые молодые тибетцы считают, что они тибетцы и китайцы, и свободно говорят на тибетском и китайском языках.

## Религия
Китайское правительство утверждает, что оно будет контролировать выбор 15-го Далай-ламы, вопреки вековым традициям. Чиновники китайского правительства неоднократно предупреждают, «что он должен перевоплощаться и на своих условиях».
Когда в 1995 году Далай-лама утвердил тибетского мальчика в качестве реинкарнации Панчен-ламы, второго по значимости лидера секты Гелугпа, китайское правительство отобрало мальчика и его родителей и установило своего собственного ребёнка-ламу. Выбор Далай-ламы, местонахождение Гедун Чокьи Ньима всё ещё неизвестно. Выбор правительства появляется на официальных мероприятиях для восхваления коммунистической политики и рассматривается тибетцами как мошенничество. Глава секты Кагью, Кармапа Ургьен Тринле Дордже, также был подготовлен китайскими лидерами, но в возрасте 14 лет он бежал в Индию в 1999 году.

## Образование, занятость и язык
Китайская конституция гарантирует автономию в этнических регионах и гласит, что местные органы власти должны использовать языки общего пользования. С 1949 года правительство Китая использовало систему образования меньшинств для тибетцев, чтобы овладеть китайским языком, который считается ключевым инструментом давления синизации, вопреки политике ЮНЕСКО в отношении культурного и языкового разнообразия. Начиная с начала 2000-х годов, в тибетских регионах Цинхая происходил процесс тибетанизации тибетского образования. Благодаря массовым инициативам тибетских педагогов, тибетский язык стал в некоторой степени основным языком обучения в начальном, среднем и высшем образовании. Это уже не так, Китай быстро расширял политику ассимиляции правительства в 2010-х годах. Тибетский язык остаётся ещё более маргинальным в сфере образования и государственной работы, поскольку небольшое количество должностей на государственной службе требует получения степени тибетского языка или навыков тибетского языка.
В 1987 году Тибетский автономный район опубликовал более чёткие правила, призывающие тибетский язык быть основным языком в школах, государственных учреждениях и магазинах. Эти правила были отменены в 2002 году, а политика и практика государственного языка «ставят под угрозу сохранение жизнеспособности» тибетской цивилизации. В тибетских районах официальные дела ведутся в основном на китайском языке. Распространено видеть баннеры, продвигающие использование китайского языка. В монастырях и школах часто проводились занятия письменным языком для простых людей, а монахи давали уроки во время путешествий, но чиновники приказывали монастырям и школам заканчивать занятия. В декабре 2018 года Коммунистическая партия Китая издала приказы, запрещающие неформальные занятия, проводимые тибетскими монахами или другими неутверждёнными группами, и приказала школам прекратить преподавание всех предметов на тибетском языке, кроме тибетского языка в классах первого класса, в мае 2019 года в Гологе, на китайском Гуолуо, Тибетский автономный район.
Тибетский предприниматель и защитник образования Таши Вангчук был задержан на два года, а затем в 2017 году судебные приставы предъявили ему обвинение после того, как он обратился к New York Times за документальное видео и две статьи о тибетском образовании и культуре.
Тибетские школы-пансионы или школы-интернаты, действующие с 1985 года, быстро увеличивают число учащихся. Тибетские дети удалены из своих семей и подвергаются тибетскому религиозному и культурному влиянию и помещаются в тибетские школы-интернаты только в Китае, далеко за пределами Тибетского автономного района. Студентам старшего возраста разрешается покидать кампус только в сопровождении учителя. В Тибете школы предупреждают родителей о том, что ученики не должны посещать занятия в монастырях с давними традициями или заниматься какой-либо религиозной деятельностью. Наказания за это суровые, включая потерю государственного благосостояния и субсидий.
Политика правительства Китая требует, чтобы только кандидаты на работу в тибетское правительство дезавуировали любую преданность Далай-ламе и поддержали государственную этническую политику, как было объявлено в октябре 2019 года на онлайн-платформе образования правительства ТАР: «Поддержать руководство (Коммунистической) партии, решительно претворить в жизнь линию, подход, политику и руководящую идеологию работы [Коммунистической партии Китая] в новую эпоху; идеологически, политически и в соответствии с действиями ЦК партии; противостоять любым тенденциям раскола; разоблачать и критиковать Далай-ламу; сохранить единство родины и этническое единство и занять твёрдую позицию по политическим вопросам, занимая чёткую и чёткую позицию».
В апреле 2020 года занятия в классе были переведены с тибетского на китайский язык в Нгаба, Сычуань.

## Переселение кочевников-скотоводов
Правительство Китая выступило с инициативой, которая вынудила кочевников переехать в городское жильё в недавно построенных деревнях в 2003 году. В конце 2015 года, что является одной из самых амбициозных попыток социальной инженерии, китайское правительство находится на заключительной стадии 15-летней кампании по заселению миллионов скотоводов, которые когда-то бродили по обширным приграничным районам Китая. "Китайское правительство заявило, что переместит оставшиеся 1,2 миллиона скотоводов в города, которые обеспечивают доступ к школам, электричеству и современному здравоохранению. Эта политика, основанная на мнении правительства о том, что выпас наносит вред пастбищам, была поставлена под сомнение экологами в Китае и за рубежом, утверждая, что научные основы переселения кочевников сомнительны. Антропологические исследования созданных правительством центров переселения зафиксировали хроническую безработицу, алкоголизм и разрушение традиций тысячелетней давности. Правозащитники говорят, что многочисленные акции протеста скотоводов встречаются с жёсткими репрессиями со стороны сил безопасности.
В докладе 2011 года Специальный докладчик Организации Объединённых Наций по праву на питание подверг критике политику переселения кочевников в Китае как чрезмерно принудительную и сказала, что она привела к «усилению нищеты, ухудшению состояния окружающей среды и социальному кризису».
В 2017 году тибетским кочевникам, ранее вынужденным отказаться от традиционных пастбищ в рамках государственной схемы переселения в Цинхае, было приказано вернуться из-за новой политики, объявленной в 2016 году, чтобы власти могли использовать свои нынешние дома для развития в качестве туристических центров и жилья для государственных служащих. «После двух лет жизни в новых городах жители теперь вынуждены возвращаться на свои первоначальные пастбища без животных, которые являются основным источником средств к существованию в тибетских кочевых общинах».

## Рост населения
В 1949 году в Лхасе проживало от 300 до 400 китайцев-ханьцев. В 1950 году город занимал менее трёх квадратных километров и насчитывал около 30 000 жителей; Дворец Потала и деревня Жёл под ним считались отдельными от города. В 1953 году, согласно первой переписи населения, в Лхасе проживало около 30 000 жителей (включая 4000 нищих, но не включая 15 000 монахов).
В 1992 году численность постоянного населения Лхасы составляла немногим менее 140 000 человек, включая 96 431 тибетцев, 40 387 китайцев-ханьцев и 2998 китайских мусульман и других. К этой цифре добавились 60 000-80 000 временных жителей, в основном тибетские паломники и торговцы.

## Различные мнения на ситуацию
В 1989 году известный французский уголовный адвокат Робер Бадентер принял участие в эпизоде «Апострофы» (известная французская телевизионная программа, посвящённая правам человека) с Далай-ламой. Ссылаясь на исчезновение тибетской культуры, Бадентер использовал фразу «культурный геноцид». В 1993 году Далай-лама использовал ту же фразу для описания разрушения тибетской культуры. Во время беспорядков в Тибете в 2008 году он обвинил китайцев в культурном геноциде в их подавлении.
В 2008 году Робер Барнетт, директор Программы тибетских исследований в Колумбийском университете, сказал, что пришло время снять обвинения в культурном геноциде: «Я думаю, что мы должны отвергнуть любое предположение, что китайцы злонамеренны или пытаются стереть с лица земли Тибет». Барнетт выразил свои сомнения в обзоре New York Review of Books: «Почему, если тибетская культура в Тибете „быстро стирается из существования“, так много тибетцев в Тибете всё ещё появляются вести более энергичную культурную жизнь, имея более ста литературных журналов на тибетском языке, чем их коллеги из изгнания?».